# بازگنجشک ران‌سرخ
بازگنجشک ران‌سرخ (نام علمی: Accipiter erythropus)، که به‌طور متناوب به عنوان بازگنجشک پاسرخ یا بازگنجشک کوچک غربی شناخته می‌شود، گونه‌ای از بازگنجشک‌ها از خانواده بازان از غرب و شمال آفریقای مرکزی است.